# T-Minus-6
T-Minus-6 is de zeventiende aflevering van het vijftiende seizoen van de televisieserie ER, die voor het eerst werd uitgezonden op 26 februari 2009.

## Verhaal
Dr. Banfield en haar man denken erover om een kind te adopteren nu ivf niet gelukt is. Ondertussen ontdekt dr. Banfield dat dr. Carter nierdialyse ondergaat, en hoort dan van hem dat hij nog maar een nier heeft en deze is in Afrika geïnfecteerd geraakt en wacht op een donornier. 
Dr. Carter komt er snel achter dat hij lang is weggeweest door de veranderingen in procedures en technologie op de SEH.
Dr. Brenner hoort van Lucy, de dochter van de vrouw die wacht op een nieuw hart, dat haar pleegvader er rare gewoontes op na houdt. Als hij hoort dat de pleegvader naakt door zijn huis rondloopt, dan gaat hij bij de vader verhaal halen. Door zijn verleden van seksueel misbruik bij dr. Brenner raakt dit zeer diep bij hem.
Dr. Morris behandelt een echtpaar die hun leven leiden door het exact opvolgen van regels. Hij probeert hen ervan te overtuigen om wat losser te worden. Het echtpaar neemt dit advies echter iets te letterlijk, met pijnlijke gevolgen.
Taggart maakt, na jarenlang afwezigheid, weer kennis met haar moeder en schrikt van dier gezondheidstoestand. Op vijftienjarige leeftijd ontvluchtte Taggart haar moeder na een ruzie over haar vriend en ze had haar moeder sindsdien niet meer gezien of gesproken. 
Dr. Rasgotra neemt een besluit over haar toekomst, zij besluit om het ziekenhuis te verlaten en de baan in North Carolina aan te nemen.

## Rolverdeling

### Hoofdrollen
- Noah Wyle - Dr. John Carter
- Parminder Nagra - Dr. Neela Rasgrota
- John Stamos - Dr. Tony Gates
- Scott Grimes - Dr. Archie Morris
- David Lyons - Dr. Simon Brenner
- Angela Bassett - Dr. Cate Banfield
- Courtney B. Vance - Russell Banfield
- Leland Orser - Dr. Lucien Dubenko
- Gil McKinney - Dr. Paul Grady
- Linda Cardellini - verpleegster Samantha Taggart
- Amy Madigan - Mary Taggart
- Shannon Woodward - Kelly Taggart
- Laura Cerón - verpleegster Chuny Marquez
- Angel Laketa Moore - verpleegster Dawn Archer
- Lyn Alicia Henderson - ambulancemedewerker Pamela Olbes
- Brian Lester - ambulancemedewerker Brian Dumar
- Louie Liberti - ambulancemedewerker Bardelli
- Emily Wagner - ambulancemedewerker Doris Pickman
- Troy Evans - Frank Martin
- Justina Machado - Claudia Diaz

### Gastrollen (selectie)
- Judy Greer - Tildie Mulligan
- Chris Tallman - Burt Mulligan
- Hedy Burress - Joanie Moore
- Ariel Winter - Lucy Moore
- Tony Hale - Norman Chapman
- Terrah Bennett Smith - Annie Dixon
- Aaron Brown - Clay Dixon
- Kwame Boateng - James Dixon
- Jenni Blong - Elaine Griswold
- Coburn Goss - Stan Griswold
- Michael Patrick McGill - rechercheur Ed Bernstein